# Prytania
Prytania is een vliegengeslacht uit de familie van de roofvliegen (Asilidae).